# Kurmanaevskij rajon
Il Kurmanaevskij rajon (in russo Курманаевский район?) è un rajon dell'Oblast' di Orenburg, nella Russia europea. Istituito nel 1934, il capoluogo è Kurmanaevka.